# Stylodipus sungorus
Stylodipus sungorus là một loài động vật có vú trong họ Dipodidae, bộ Gặm nhấm. Loài này được Sokolov & Shenbrot mô tả năm 1987.